# Ралф растура интернет
Ралф растура интернет (енгл. Ralph Breaks the Internet) је амерички анимирани филм компаније Волт Дизни који је премијеру имао 21. новембра 2018. године. Представља наставак филма Разбијач Ралф из 2012. године.
У Србији, филм је синхронизован на српски језик претпремијеру имао 29. децембра 2018. године, а од 3. јануара 2019. се приказивао у свим биоскопима. Дистрибуцију је радио Тарамаунт филм, а синхронизацију студио Ливада Београд.

## Радња
Шест година након првог филма, контролер конзоле Шећерне грознице се ломи, те је чика Литвак присиљен да искључи машину. Разбијач Ралф и Венелопа фон Гриц евакуишу све становнике игре на друге игре пре њеног гашења, остављајући их недавно венчанима Мајстору Фелику млађем и наредници Калхун. Ралф и Венелопа затим успеју преко друге аркаде да уђу у интернет, како би пронашли резервни управљач. Током потраге, потребан им је новац, те су приморани да се придруже бесплатној насилној тркачној игрици Кланица, где се сусрећу са Шенк, једном од возача у игри. Венелопа се придружује игри, а Шенк постаје велика сестринска фигура за њу, чинећи Ралфа забринутим да се Венелопа више не угледа на њега и да се неће вратити у своју игру. На путу, овај двојац сусреће се са новим обичајима, световима и ликовима, нпр. са Дизни принцезама, Мапетовцима, ликовима из Марвелових стрипова, Пиксарових филмова и Марвелових стрипова, ликовима из франшиза Винија Пуа и Микија Мауса, са Соником и многим другима.

## Улоге
| Улога                 | Оригинални глас  | Српски глас                                            |
| --------------------- | ---------------- | ------------------------------------------------------ |
| Разбијач Ралф         | Џон Си Рајли     | Ђорђе Марковић                                         |
| Веленопа фон Гриц     | Сара Силверман   | Марија Маша Дакић (дијалози) Милена Моравчевић (песме) |
| Шенк                  | Гал Гадот        | Јелена Гавриловић                                      |
| Јес                   | Тараџи Пи Хенсон | Ђурђина Радић                                          |
| Мајстор Феликс, млађи | Џек Мекбрајер    | Милан Антонић                                          |
| Наредница Калхун      | Џејн Линч        | Душица Новаковић                                       |
| Свезналица            | Алан Тудик       | Милан Крунић                                           |
| Дупли Ден             | Алфред Молина    | Срђан Чолић                                            |
| Чика Литвак           | Ед О'Нил         | Срђан Чолић                                            |
| Ибој                  | Сиан Гиамброн    | Владимир Марковић Луни                                 |
| Мејби                 | Флула Борг       | Владимир Нићифоровић                                   |
| Касапин               | Тимоти Симонс    | Борис Пинговић                                         |
| Фелони                | Али Вонг         | Милица Буразер                                         |
| Пирке                 | Хемиш Блејк      | Неша Бриџис                                            |
| Деби                  | ГлоЗел Грин      | Невена Кочовић                                         |
| Илинка са Ибеја       | Ребека Висоцки   | Миомира Драгићевић                                     |
| Ли                    | Сем Ричардсон    | Немања Јаничић                                         |
| Тепер                 | Морис Ламарш     | Бранислав Платиша                                      |
| Ренсис                | Џејми Елман      | Никола Брун                                            |
| Тафита Бљакожвак      | Мелиса Виласењор | Нина Недић                                             |
| Ђорђе                 | Алекс Мофат      | Милан Инић                                             |
| Ђорђева бака          | Џун Сквиб        | Добрила Илић                                           |
| Сандра                | Дела Саба        | Нора Стаменковић                                       |
| Нафиса                | Михаела Зи       | Катја Гајовић                                          |
| Осигурач              | Фил Џонсон       | Томаш Сарић                                            |
| Зангиф                | Рич Мур          | Марко Марковић                                         |
| Дана Фернандез        | Дани Фернандез   | Ева Хелајзен                                           |
| Тифани                | Тифани Херера    | Милица Перић                                           |
| Водитељка вести       | Дајана Агрон     | Андријана Оливерић                                     |
| Џин                   | Рејмонд С. Перси | Миле Новковић                                          |
| Соник                 | Роџер Крег Смит  | Милан Пајић                                            |
| Баз Светлосни         | Тим Ален         | Драгољуб Љубичић Мићко                                 |
| Иар                   | Бред Герет       | Миле Новковић                                          |
| Си Трипио             | Ентони Данијелс  | Владимир Марковић Луни                                 |
| Љутко                 | Кори Бартон      | Срђан Чолић                                            |
| Ђоле Спемли           | Бил Хејдер       | Стефан Бузуровић                                       |
| Беба Мо               | Британи Кикучи   | Миња Чолић                                             |
| Пантелија             |                  | Миле Новковић                                          |
| Снежана               | Памела Рибон     | Бојана Вунтуришевић                                    |
| Пепељуга              | Џенифер Хал      | Јелена Петровић                                        |
| Аурора                | Кејт Хигинс      | Јелена Анђелковић                                      |
| Аријел                | Џоди Бенсон      | Ана Штајдохар                                          |
| Јасмин                | Линда Ларкин     | Невена Кочовић                                         |
| Бел                   | Пејџ О'Хара      | Мина Совтић                                            |
| Покахонтас            | Ајрин Бедард     | Ана Јовановић                                          |
| Мулан                 | Минг-На Вен      | Марина Алексић                                         |
| Златокоса             | Менди Мур        | Маја Николић                                           |
| Тијана                | Аника Нони Роуз  | Соња Исаиловић                                         |
| Мерида                | Кери Мекдоналд   | Милена Моравчевић                                      |
| Ана                   | Кристен Бел      | Андријана Оливерић                                     |
| Елса                  | Идина Мензел     | Јелена Гавриловић                                      |
| Вајана                | Аули'и Краваљо   | Ивона Рамбосек                                         |